# Jezioro Kleszczyńskie
Jezioro Kleszczyńskie – jezioro w woj. kujawsko-pomorskim, w powiecie rypińskim, w gminie Brzuze, leżące na terenie Pojezierza Dobrzyńskiego. Jezioro polodowcowe, morenowe z urozmaiconą linią brzegową.
Ma kształt podkowy otwartej na południe. Jest jeziorem przepływowym, przepływa przez nie rzeka Ruziec, niosąc wody z jeziora Ostrowickiego i odprowadzając nadmiar do jeziora Bobrówiec. Według kryterium rybackiego uznawane jest jako jezioro sandaczowe. Wśród roślinności wodnej porastającej 64% linii brzegowej przeważa trzcina pospolita, sitowie, sit rozpierzchły, sit skupiony i pałka wąskolistna.

## Dane morfometryczne
Maksymalna długość jeziora wynosi 1275 m, a szerokość 1175 m. Powierzchnia zwierciadła wody wynosi 72,2 ha. Zwierciadło wody położone jest na wysokości 103,5 m n.p.m. Średnia głębokość jeziora wynosi 5,4 m, natomiast głębokość maksymalna 10,8  m.
W oparciu o badania przeprowadzone w 2000 roku wody jeziora zaliczono do wód pozaklasowych i II kategorii podatności na degradację.

## Hydronimia
Według urzędowego spisu opracowanego przez Komisję Nazw Miejscowości i Obiektów Fizjograficznych (KNMiOF) nazwa tego jeziora to Jezioro Kleszczyńskie. Występuje ono również pod nazwą Kleszczyn.